# Crevette kuruma
Marsupenaeus japonicus
Pour les articles homonymes, voir Crevette impériale.
Espèce
La crevette impériale (Penaeus japonicus), ou crevette japonaise, appelée aussi crevette kuruma dans le mode anglo-saxon (d'après son nom japonais), est une espèce de grande crevette marine de la famille des Penaeidae originaire de l'océan Indien et de l'est de l'océan Pacifique. 

## Caractéristiques
C'est la première espèce de crevette qui a été l'objet d'élevage au Japon dans les années 1930. En France, des specimen échappés d'un élevage des Charente se sont reproduits, notamment semble-t-il près de l'île de Ré.[réf. nécessaire]
Synonyme : Penaeus pulchricaudatus Stebbing, 1914.
On la trouve dans les fonds sableux et vaseux jusqu'à une profondeur de 90 mètres.
C'est une crevette de taille relativement grande, jusqu'à 19 cm pour un mâle adulte et 22 cm pour une femelle.

## Morphologie
- longueur du corps : 22 cm (mâle) ; 27 cm (femelle)
- longueur de la queue : 3 cm, bandes jaunes et bleues.
- poids adulte : 50 g

## Physiologie
- maturité sexuelle :
  - mâle : 6 mois
  - femelle : 1 mois
- gestation : 3 jours